# Olchon
Olchon (ros. Ольхон) – największa wyspa Bajkału, jedna z większych wysp jeziornych; zamieszkana przez około 1500 mieszkańców, na ogół Buriatów, rdzennych mieszkańców wyspy.
Powierzchnia wyspy wynosi 742 km², maksymalna długość 71 km, szerokość 12 km. Od lądu oddzielona płytką i dość szeroką cieśniną, zwaną Małym Morzem, która jest najcieplejszym akwenem Bajkału. W pobliżu północno-wschodniego krańca wyspy znajduje się najgłębsze miejsce Bajkału (1637 m). Powierzchnia wyspy górzysta, najwyższy szczyt ma wysokość 1274 m n.p.m. Brzegi północno-wschodnie bardzo urwiste, wysokości kilkuset metrów. Wyspa zbudowana jest ze skał górnego archaiku, w tym marmurów, granitognejsów i migmatytów. 
Południową część wyspy i prawie całe zachodnie przybrzeże zajmują stepy, resztę wyspy porastają lasy typu tajgi (głównie sosna i modrzew). Średnia wieloletnia temperatura lipca wynosi 15 st., a stycznia -20 st. Najcieplejszym miesiącem jest sierpień. Olchon ma najmniejszą ilość opadów w rejonie Bajkału (poniżej 200 mm rocznie). 
Na wyspie są trzy zamieszkane wsie, z których największa Chużyr (Хужир) jest centrum rejonu. Ludność, rosyjska i buriacka, utrzymuje się głównie z rybactwa. Istniejące w czasach ZSRR fabryki rybne upadły po 1991. Połączenie z Irkuckiem i Siewierobajkalskiem mniej więcej raz w tygodniu dzięki statkowi. Oprócz tego przez cieśninę Olchońskie Wrota codziennie kursują promy samochodowe, łącząc wyspę z asfaltową drogą na stałym lądzie. Jest tam również połączenie autobusowe z Chużyrem.
Ze względu na ciepłe wody Małego Morza, dobre połączenia z Irkuckiem oraz piękno i zróżnicowanie krajobrazu Olchon jest latem licznie odwiedzany przez turystów.